# Visorium
Le visorium, parfois orthographié visorion,  est un petit dispositif qu'utilisaient les typographes pour maintenir les feuillets dont ils devaient composer le texte en caractères typographiques.
Cet outil a eu des formes différentes : c'était en général un support vertical en bois, terminé en pointe, que le typographe plantait dans la casse (la casse avait un trou dans sa bordure à cet effet). Deux pinces en bois, les « mordants », maintenaient la copie sur toute sa largeur, l'un en haut était fixe et le second servait de guide de lecture, étant descendu après que chaque ligne avait été composée : si le compositeur « n'a pas cette attention, il est en danger de faire des bourdons ». Le support était entouré d'un fourreau de papier enroulé pour donner l'épaisseur nécessaire à la bonne tenue des mordants.
Le visorium existait dès les débuts de l'imprimerie ; il figurait, avec le composteur, dans les serres d'une aigle aux ailes éployées, dans les armoiries octroyées aux imprimeurs par l'empereur d'Allemagne Frédéric III le Pacifique : « D'or à l'aigle impériale de sable tenant à dextre un visorium et à senestre un composteur. » Il tomba en désuétude au début du XIXe siècle.
Le visorium faisait partie, avec le composteur, la galée, les pinces (brucelles) et le typomètre, du « saint-jean » (ensemble du petit matériel appartenant en propre à chaque ouvrier typographe), Saint Jean Porte latine étant le patron des imprimeurs.